# Live in America (Victor Wooten)
Live in America è il quarto album di Victor Wooten pubblicato nel 2001. Il doppio album contiene i momenti più emozionanti dello "Yin-Yang tour".

## Tracce

### Disco 1
1. "Are You Ready, Baby?" – 2:24 (con Bootsy Collins)
2. "What Did He Say?" – 6:54
3. "Hormones In The Headphones" – 6:46
4. "Nobody Knows My Name" – 4:50
5. "Hero" – 5:06
6. "Yinin' And Yangin'/Hey Girl" – 12:36
7. "Sacred Silence/The Jam Man" – 5:46
8. "Tappin' And Thumpin'/Born In The Dark/I Can't Make You Love Me" – 5:31
9. "James Brown!/Iron Man" – 7:46

### Disco 2
1. "Miller Time" – 10:41
2. "Good People" – 7:52
3. "Imagine This" – 8:39
4. "I Dream In Color" – 4:18
5. "My Life" – 4:18
6. "U Can't Hold No Groove..." – 5:24
7. "Me And My Bass Guitar" – 4:40
8. "Pretty Little Lady" – 4:37
9. "If You Want Me To Stay/Thank You (Fallentin Me Be Mice Elf Agin)" – 9:47

## Musicisti
- Victor Wooten
- Regi Wooten
- J.D. Blair
- Bootsy Collins
- Marcus Miller
- MC Divinity